# Ambroisie à épis lisses
Ambrosia psilostachya
Pour les articles homonymes, voir Ambroisie et Ambrosia.
Espèce
L'Ambroisie à épis lisses (Ambrosia psilostachya), aussi appelée Ambroisie à feuilles de coronopus, Ambroisie à épis grêles, Ambroisie à épis glabres ou Ambroisie vivace, est une espèce de plante à fleurs  de la famille des Asteraceae d'origine nord-américaine.

## Description
Ambrosia psilostachya est une plante herbacée vivace érectile qui pousse une tige élancée, ramifiée et de couleur paille jusqu'à une hauteur maximale de près de 2 mètres, mais restant le plus souvent inférieure à 1 m. Les feuilles mesurent jusqu'à 12 cm de long et varient en forme de lance à presque ovale, et elles sont divisées en de nombreux lobes étroits et pointus. La tige et les feuilles sont velues. 
Le sommet de la tige est occupé par une inflorescence qui est généralement un épi. L'espèce est monoïque et l'inflorescence est composée de capitules staminés (mâles) avec les pistils situés en dessous et à l'aisselle des feuilles. La période de floraison va de juin à novembre.
Les pistils donnent des fruits qui sont des akènes situés dans des fraises brun verdâtre de forme ovale d'environ un 0,5 cm de long. Les fraises sont velues et parfois épineuses. La plante se reproduit par graines et en poussant à partir d'un système racinaire rampant ressemblant à un rhizome.

## Répartition
Ambrosia psilostachya est répandue dans une grande partie de l'Amérique du Nord (États-Unis, Canada et nord du Mexique). Elle est introduite dans certaines parties d'Europe, d'Asie, d'Australie et d'Amérique du Sud.
C'est une plante commune dans de nombreux types d'habitats, y compris les zones perturbées comme les friches et les bords de routes.

## Législation en France
La loi du 26 janvier 2016 de modernisation du système de santé français introduit un chapitre relatif à la lutte contre les espèces végétales et animales nuisibles à la santé humaine dans le code de la santé publique (CSP). En 2017 a été intégré un nouveau dispositif réglementaire national spécifique à la lutte contre les ambroisies : un décret d'application de cette loi définit les mesures susceptibles d'être prises pour prévenir leur apparition ou lutter contre leur prolifération  et un arrêté interdit leur introduction de façon intentionnelle sur le territoire, leur transport et leur utilisation.  Trois espèces d'ambroisies sont concernées : l'Ambroisie à épis lisses, l'Ambroisie trifide (Ambrosia trifida) et l'Ambroisie à feuilles d'armoise (Ambrosia artemisiifolia).
La lutte contre l’ambroisie est également inscrite dans le 3e Plan national santé-environnement.
Le 21 juillet 2011, la France a mis en place un observatoire interministériel sous l’égide des ministères de l’Agriculture, de l’Écologie et de la Santé, hébergé jusqu'en 2016 par l’Institut national de la recherche agronomique (INRA) de Dijon pour coordonner la lutte contre cette plante. Depuis le début de l'année 2017, cet Observatoire des ambroisies est piloté par FREDON France.
A l'occasion des 10 ans de l'Observatoire, le site ambroisie-risque.info est lancé : il rassemble les informations sur la lutte contre les ambroisies, la cartographie de répartition, les risques pour la santé etc. Il remplace l'ancienne page ambroisie.info jusque-là tenue par le Ministère chargé de la santé,.
Dans chaque département, le préfet détermine par arrêté préfectoral les mesures à mettre en œuvre sur ce territoire et leurs modalités d’application. Les propriétaires, locataires, exploitants, gestionnaires de terrains bâtis et non bâtis, ayants droit ou occupants à quelque titre que ce soit doivent mettre en œuvre ces mesures. Les personnes qui ne respectent pas l’arrêté sont susceptibles d’être sanctionnées par des amendes de première classe.
La plateforme Signalement ambroisie permet de signaler la présence de cette espèce par différents moyens.

## Écologie
Ambrosia psilostachya est une plante hôte pour les chenilles de Bucculatrix transversata (en), Cosmopterix opulenta (en), Exaeretia gracilis (en), Gnorimoschema saphirinella (en), Schinia sexplagiata (en) et les coléoptères Zygogramma disrupta et Zygogramma suturalis (en) et l'orthoptère Spharagemon collare.
Elle est aussi consommée par le Lapin à queue blanche.

## Médecine
Bien qu'elle soit considérée en Europe comme allergène comme les autres ambroisies, Ambrosia psilostachya a un certain nombre d'utilisations médicinales chez plusieurs communautés autochtones comme les Cheyennes, les Kumeyaay et les Kiowas.

## Chimie
La plante contient des psilostachyines (en), composées organiques de la famille des lactones.